# Konuralp, Düzce
Konuralp là một thị trấn thuộc thành phố Düzce, tỉnh Düzce, Thổ Nhĩ Kỳ. Dân số thời điểm năm 2010 là 5.946 người.